# Lurago Marinone
Lurago Marinone – miejscowość i gmina we Włoszech, w regionie Lombardia, w prowincji Como.
Według danych na rok 2004 gminę zamieszkiwało 1971 osób, 657 os./km².